# Odatis
Odatis (Ὀδάτις) fou una heroïna protagonista d'una llegendària història d'amor.
Era filla d'Omartes, un rei escita i es va enamorar de Zariadres rei del país entre les portes Càspies i el riu Tànais, al qual només havia vist en un somni; a Zariadres li va passar justament el mateix.
Omartes no tenia fills i volia casar la seva filla a un parent proper que havia d'heretar el regne. Els pretendents foren convidats a un banquet on s'havia de designar qui seria el seu gendre i successor mitjançant l'entrega d'una copa que feria Odatis; Zariadres se'n va assabentar i es va presentar al banquet i es va dirigir a Odatis i li va dir "sóc aquí, sóc Ziriadres"; la noia el va reconèixer i li va entregar la copa.
En la confusió que va seguir els dos joves es van escapar i els servidors de palau, que simpatitzaven amb els joves, van fingir no saber per on se'n havien anat.
La història fiu molt popular a tot Àsia a l'època clàssica.